# Farkas-Jenser Balázs
Farkas-Jenser Balázs (Budapest, 1990. május 30. –) énekes, gitáros, dalszerző. A TV2 Megasztár című műsorának hatodik szériájának döntőseként vált közismertté.

## Korai évei
Általános iskolai tanulmányait a Németvölgyi Általános iskolában kezdte meg, majd miután édesanyja révén lehetősége nyílt arra, hogy egy jó nevű, angol alapítványi iskolában folytassa tanulmányait, 1997 szeptemberétől 2000 júniusáig a Magyar-British International School-ban tanult. Ez idő alatt kezdte meg zongoratanulmányait, amelyeket 4 éven keresztül folytatott.
Miután négy korai évét angol rendszerű és nyelvű oktatás keretein belül végezte, szülei úgy vélték, annak érdekében, hogy a magyar tanrendszertől ne szokjon el teljesen, tanulmányait a továbbiakban – hogy a hatosztályos gimnáziumra megfelelően felkészüljön – a Kiss János Általános- és Középiskolában folytatja. Ekkor rekesztette be zongora-, és kezdett bele klarinét-tanulmányaiba Benke Imre útmutatásával.
2001-ben látta a Blues Brothers 2000 c. filmet, amely alapjaiban határozta meg későbbi zenei ízlését. Ekkor került közel hozzá a blues- és soulzene. Eric Clapton, BB King, Aretha Franklin azonnali kedvencei lettek.
Miután a magyar tanrendbe visszaszokott, felvételizett a Baár-Madas Református Gimnáziumba, ahová felvételt nyert. 2006-ban megkapta első gitárját, amely fontos fordulópont volt az életében. " Képtelen voltam letenni, volt, hogy napi 3 órán keresztül. " Barátjával, Almássy Marcival kezdett egy nyári napon ismét énekkel próbálkozni, ekkor jött rá, hogy mennyire fontos neki a vokális zenélés is: " Mindig is énekeltem. Ellenben soha nem vetődött fel bennem, hogy evvel komolyabban is kéne foglalkozni. Amikor viszont elkezdtünk Hendrix-dalokat énekelni egy nyári délutánon, rájöttem, hogy mindenképpen kell, hogy kipróbáljam magam zenekari keretek közt is." Ekkorra első elektromos gitárjára is szert tett, és elkezdett ismerkedni Stevie Ray Vaughan zenéjével. A blues-zene iránti szeretete tovább erősödött. Ekkor kezdett el gitározni Palatin Eduárd és Lakatos Elek mentorálása alatt.
2009-től a Budai Ciszterci Szent Imre Gimnáziumban tanult, és decemberben lehetősége is adódott egy amatőr zenekarban kipróbálnia magát. Elkezdődött a közös munka, és vele párhuzamosan kezdett bele az ének-tanulásba, Kiss Viktória alatt.
Énektanárja javaslatára 2007 augusztusában felvételizett a Póka Egon által vezetett Kőbányai Zenei Stúdióba, jazzének szakra, ahová korengedménnyel felvették. A korai felvétel kritériuma volt, hogy a szakvizsga időpontjára, 2010-re érettségivel kell, hogy rendelkezzen. A 2007/2008-as tanévben magántanulóként folytatta középiskolás tanulmányait a Budai Ciszterci Szent Imre Gimnáziumban, ellenben a 2008/2009-es, érettségiző tanévét a törökbálinti Bálint Márton Általános Iskolában végezte el. A Kőbányai Zenei Stúdióban hároméves képzését 2010-ben fejezte be.

## Zenekari élet
A Kőbányais évek alatt számos zenekarban zenélt, de ezek többségében fiatal zenészek lelkes csoportjai voltak; komolyabb koncepció és infrastruktúra nélkül.
2010 nyarán érkezett felkérése az akkori Freezbee zenekartól, hogy csatlakozzon hozzájuk mint énekes: Balázs úgy érezte, hogy ez komolyabb kezdeményezés lehet, mivel előzetes zenei anyagokat, koncepciót tudott felmutatni a zenekar. A közös munka elkezdődött 2010 őszén. 2011 májusában csatlakozott a zenekarhoz Simonyi Zádor dobos, így az eredeti felállásból Krenyiczky Ervin gitáros, és Gassama György basszusgitáros maradt. 2011 tavaszán felvetődött az ötlet, hogy a TV2 Megasztár című tehetségkutató keretében megméresse magát. 2011 őszén a TV2 bejelentette, hogy a műsort elhalasztja 2012 januárjára. Az ősz folyamán a zenekar folytatta a próbázást.
2015-ben az énekes bekerült A Dal eurovíziós nemzeti dalválasztó show elődöntőjébe Liar című dalával.

## Megasztár 6
A Februárban elindított műsor keretein belül első megmérettetésként a négytagú zsűri ( Falusi Mariann, Mester Tamás, Bereczki Zoltán, Bochkor Gábor ) előtt énekelte a "Feeling Good" című dalt, négy igennel továbbjutva a 24 legjobb versenyző közé. A párbajok keretében Thiago Bertoldival kellett a "Wherever you will go" c. dalt énekelnie, és a zsűri egyöntetű véleménye Balázst juttatta a 12 döntős közé.
Az élő adások folyamán elhangzott dalok :
| A döntők folyamán Farkas-Jenser Balázs által előadott dalok | A döntők folyamán Farkas-Jenser Balázs által előadott dalok       |
| ----------------------------------------------------------- | ----------------------------------------------------------------- |
| 1. döntő                                                    | The Baseballs: Umbrella                                           |
| 2. döntő                                                    | Lenny Kravitz : Are you gonna go my way                           |
| 3. döntő                                                    | Joe Cocker : You can leave your hat on                            |
| 4. döntő                                                    | Israel Kamakawiwo'ole : Somewhere over the rainbow                |
| 5. döntő                                                    | Kaszás Attila ( Presser Gábor ) : Fényév Távolság                 |
| 6. döntő                                                    | Ákos : Ilyenek voltunk                                            |
| 7. döntő                                                    | U2- One Extreme : More than words                                 |
| 8. döntő                                                    | Bon Jovi : Keep the Faith Puff Daddy – Sting: I'll be missing you |
| 9. döntő                                                    | Michael Bublé : Mack the Knife Bill Withers : Ain't no sunshine   |

A kilencedik döntőn a zsűri döntése alapján nem folytathatta a versenyzést. A döntés éles kritikát kapott az egyik zsűritag, Falusi Mariann részéről is. "Azon gondolkodtam, hogy felállok és tüntetni kezdek, borzasztóan sajnálom, hogy a Balázs esett ki." A magyar online bulvársajtó is széleskörűen támadta a döntést.  Archiválva 2012. július 18-i dátummal a Wayback Machine-ben

## Önálló karrier
Zenekarával, miután a Megasztár folyamán többször is feltűnt, folytatta a közös munkát, 2012 augusztusában kijöttek a "Nézz rám" című dallal, amelyhez szeptemberben klip is készült.